# Lipaleyrodes breyniae
Lipaleyrodes breyniae là một loài côn trùng cánh nửa trong họ Aleyrodidae, phân họ Aleyrodinae.
Lipaleyrodes breyniae được Singh miêu tả khoa học đầu tiên năm 1931.